# Feriekoloni
En feriekoloni er et sommerhjem, hvor et antal (fattige) skolebørn (gratis) tilbringer ferien under tilsyn af lærere.
Feriekolonier udvikledes som en såre nyttig, social ordning for at muliggøre et større antal bybørn i samlet mængde, oftest henved 40 fattige, men raske skolebørn, der, fordi de ikke har kunnet komme på landet enkeltvis i deres sommerferie, samles til gratis sommerferieophold 2-3 uger under lærertilsyn på en højskole eller lignende eller i et dertil opført feriehus på landet.

## Historie
Den første, som oprettede feriekolonier, var præsten Bion i Zürich i 1876. Hans tiltag vandt snart efterfølgere i Tyskland, England og USA, senere tillige i Skandinavien.

### Sverige
Den første feriekoloni i Sverige (her kaldet skollofskoloni) udrustedes i Stockholm i 1884 på initiativ og under ledelse af folkeskolelærerinden frøken Agnes Lagerstedt. Det følgende år dannedes Föreningen för skollofskolonier med kronprinsesse Viktoria som leder. Midlerne til skollofskolonierne skaffedes i begyndelsen udelukkende ad frivillighedens vej. Senere blev virksomheden understøttet ved donationer og tilskud fra kommunerne. Til understøttelse af blandt andet folkskolebørns rejser til landet under sommerferierne gav den svenske riksdag i mellemkrigsårene et årligt anslag (tilskud) på 30.000 Skr. for at derved muliggøre, at billetpriserne kunne sænkes til 5 öre pr zone.
En god støtte fik den svenske skollofskoloni-virksomhed gennem den først i Stockholm, siden i Göteborg og andre steder sædvanligvis årligt anordnede såkaldte "Barnens dag" (Børnehjælpsdagen). Antallet af de fra Stockholm udsendte skollofskolonier udgjorde i 1914 74 med et samlet børneantal på 2.439 og en udgift af omkring 130.500 Skr. Til formålet havde forsamlingernes kyrkostämmor anvist 51.600 kr. og stadsfullmäktige 12.000 kr. Disse kolonier stod under særskilt inspektion. Andre steder, fra hvilke skollofskolonier blev udsendt, var blandt andre Eskilstuna, Falun, Gävle, Göteborg, Helsingborg, Jönköping, Kalmar, Karlskrona, Karlstad, Kiruna, Kristianstad, Landskrona, Linköping, Lund, Norrköping, Nyköping, Sala, Sundsvall, Söderhamn, Söderköping, Uddevalla, Uppsala, Vimmerby, Visby, Västervik, Västerås, Växjö, Ystad, Örebro og Östersund.
I dag er der flere feriekolonier, hvoraf Børnenes ø udenfor Norrtälje nok er den mest kendte. Der ydes et trinvist nedtrappet tilskud for børn af lavindkomst forældre, således at børn fra alle dele af samfundet har lige mulighed for at deltage på kolonien. Ofte arrangeres større aktiviteter, som f.eks. teater eller udflugter.

### Norge
I Norge opstod den første feriekoloni i Kristiania (Oslo) i 1881, men feriekolonier kom i de første 10 år kun børn af arbejdersamfundenes medlemmer til gode; fra 1891 fik også andre adgang. Det første år udsendtes 33 børn, men efterhånden har man nået til at udsende over 1.000 årlig. Foretagendet støttes af kommunen, brændevinssamlag og andre institutioner og lededes af en komité af lærere fra folkeskolerne. Gratis feriekolonier blev også indført af flere andre norske byer (Bergen, Trondhjem, Drammen, Aalesund). Foreningen »Betalende Feriekolonier« stiftedes 1906 i Kristiania på initiativ af G. H. Gottenborg. Disse feriekolonier var beregnede på bybørn, som ikke havde adgang til gratis feriekolonier, men hvis forældre ikke havde råd til at sende dem ud enkeltvis. Børnene betalte 25 Kr hver for et 5 ugers ferieophold. Foreningen sørgede for inventar.

### Danmark
Den første danske feriekoloni udgik fra København 1899 takket være en indsamling blandt lærerpersonalet og gennem dagbladet Politiken. Senere blev virksomheden udvidet betydeligt ved tilskud fra Børnehjælpsdagen og kommunen så, at der 1916 kunne udsendes omkring 1.600 skolebørn, især store drenge. Virksomheden blev ledet af Københavns Kommunelærerforening. Foruden København havde også Frederiksberg og Aalborg udsendt lignende feriekolonier.
I nær forbindelse med feriekolonier stod friluftskolonierne beregnede på svagelige børn, en slags sanatorier, hvor børnene opholdt sig et par måneder for gennem meget rigelig ernæring og stadigt ophold i luften at styrkes til skolearbejdet.

#### Egeborg
Egeborg ved Skuldelev Strand i Nordsjælland fungerede som feriekoloni fra 1930'erne til 1980'erne i foreningen "Barnets Vel" under formand Grete Karen Nielsen. Det var børn mellem 3-7 år fra Vesterbro/Nørrebro og Østerbro som blev kørt i busser fra skydebanegade på Vesterbro til feriekolonien Egeborg, hvor den landlige natur var meget forskellig fra der hvor børnene kom fra. Al personalet var frivillige og ulønnede med stor interesse for gadebørn. Børnene badede bl.a. i Roskilde Fjord, gik lange ture, legede sammen og fik oplevet det at være en stor familie. Opholdet varede 3 uger pr by del.